# 1599
1599. је била проста година.

## Рођења

### Април
- 25. април — Оливер Кромвел енглески државник и војсковођа. (*1658)

### Август
- 15. август — Роберт Блејк, енглески адмирал